# Пріянка Бхардвай
Пріянка Бхардвай (англ. Priyanka Bhardwaj) — індійський незалежний журналіст, аналітик ризиків із Гургаона, міста-супутника Делі  (Індія). Закінчила Пенджабський університет (Panjab University). Навчається історії в аспірантурі коледжу Святого Стефана при Делійському університеті. Поліглот — вільно володіє 8 індійськими мовами. 
Протягом семи років досліджує проблеми маргінальних соціальних верств, жінок, дітей і змін клімату Індійського субконтинента. Публікується в Asia Sentinel, Opinion Asia, Siliconeer Magazine, Asia Times, Business Times (Сингапур) та багатьох інших виданнях.
Пріянка Бхардвай пише книгу про власні подорожі, спостереження та дослідження Індостану.

## Публікації
- India, China unite with flying colors
- India addresses its madrassa problem
- India plays down Chinese incursions
- Pakistan, Myanmar, Bangladesh look at nuclear option
- Is addiction to video games killing creativity
- Energy At What Cost?[недоступне посилання з липня 2019]